# Emirates Stadium
Emirates Stadium är en fotbollsarena som finns i norra London. Arenan är Arsenals hemmaarena. Det första spadtaget togs i februari 2004 och den första matchen spelades den 21 juli 2006 (en hyllningsmatch för tidigare Arsenal-spelaren Dennis Bergkamp). Sedan 2024 är den även hemmaarena för Arsenals damlag.
Emirates Stadium tar 60 356 åskådare och kostade Arsenal cirka 4,8 miljarder kronor att bygga. Ashburton Grove var det tänkta namnet på arenan, men i oktober 2004 tecknade Arsenal ett sponsorkontrakt värt 100 miljoner pund med flygbolaget Emirates. Kontraktet medförde texten "Fly Emirates" på Arsenals tröjor till 2014, och arenanamnet Emirates Stadium fram till åtminstone 2021. På en presskonferens 23 november 2012 meddelades det att tröjsponsringen med Emirates skulle förlängas till 2019 och att Arsenal får 150 miljoner pund för detta. Dessutom sträcker sig arenanamnet till och med 2028.
Emirates Stadium är den näst dyraste arenan i världen. Bara den engelska nationalarenan Wembley Stadium, som byggdes om 2002–2007, har kostat mer.

## Fakta

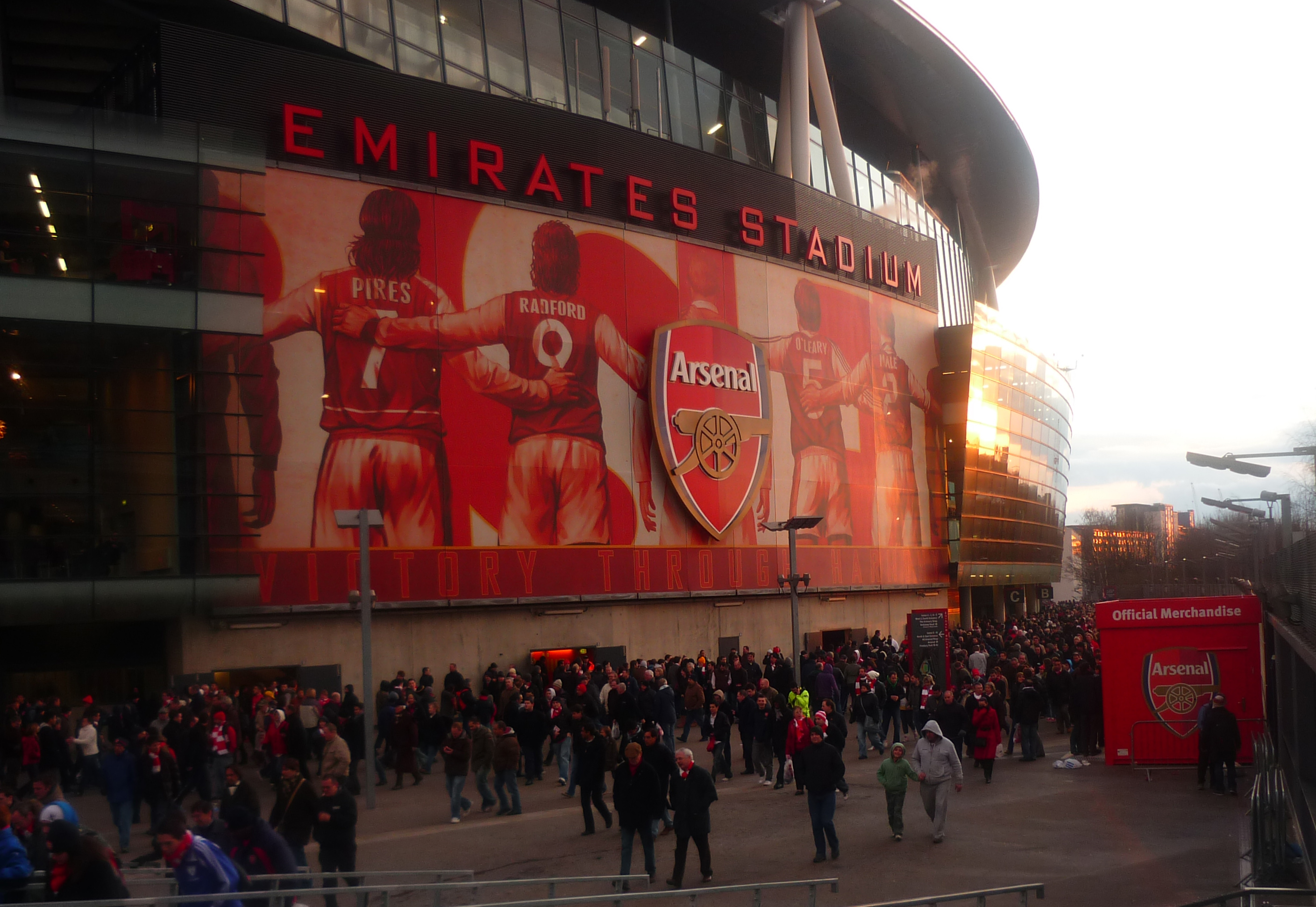
En av väggmålningarna på stadions utsida.

- Höjd: 42 meter. Planmått: 113×76 meter.
- Vid färdigställandet Englands fjärde största arena (efter Wembley Stadium, Twickenham Stadium och Old Trafford).
- Totalt har över 9 000 personer och 1 400 byggnadsarbetare deltagit i arenabygget.
- 2 500 bostäder och 2 600 nya jobb har skapats i området Islington.
- Arenan rymmer bland annat 150 VIP-loger, 900 toaletter, 13 hissar och fem rulltrappor.
- Storbritanniens enda stadion med HDTV.

## Arsenal Museum
Arsenal museum finns på Emirates Stadium i Northern Triangle Building. Här finns bland annat Michael Thomas skor från Anfield 1989 och Charlie Georges FA Final Cup-tröja från 1971 med många andra saker donerade av Arsenalspelare genom tiderna. Efter att ha gått genom säsongen 2003–2004 utan att ha förlorat en enda ligamatch tilldelades laget en specialpokal som finns på museet.

## Armoury Square
Torget utanför stadion kallas Armoury Square. Här kan likt Hollywood Walk of Fame  legendariska spelare och tränare få sitt namn på stenar med Arsenals logo. Men även fans kan köpa sig en plats på torget för mellan 500 och 5 000 kr beroende på storlek på stenen.
På torget finns också statyer av Herbert Chapman, Tony Adams, Dennis Bergkamp och Thierry Henry.

## The Armoury

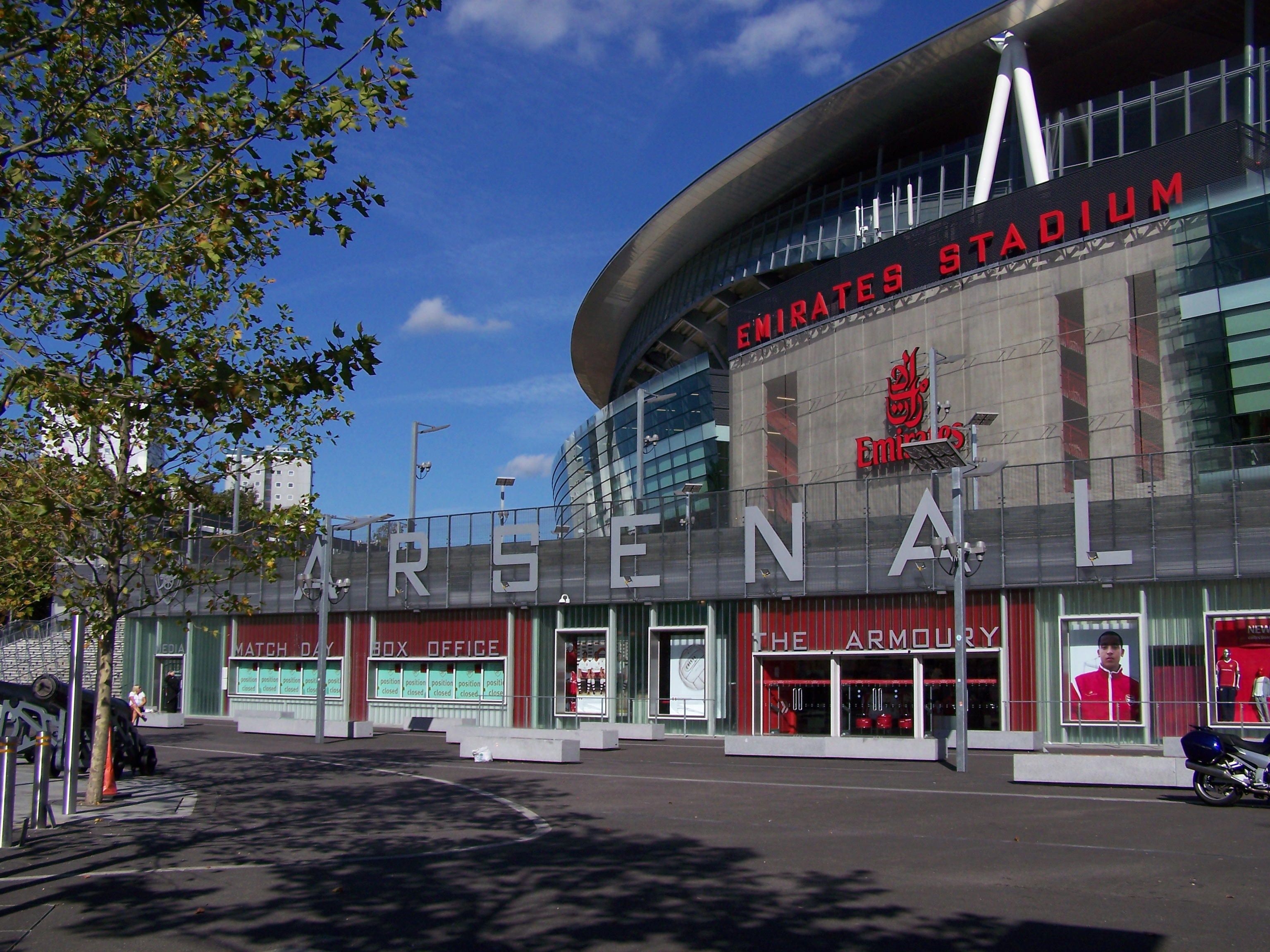
The Armoury.

The Armoury är Arsenals största souvenir- och fansbutik och ligger i arenans västra sida.